# Baldur's Gate II: Shadows of Amn

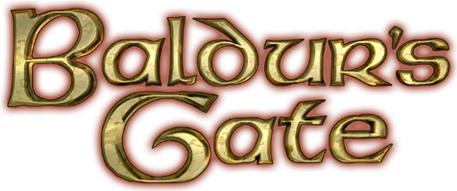
Logo

Baldur's Gate 2 är en uppföljare på Baldur's Gate 1 och räknas av många spelare som ett av de största RPG-spelen. Utvecklarna Bioware har i denna uppföljare använt samma vinnande koncept som i det första spelet men denna gång gjort spelvärlden avsevärt större. 
Spelet släpptes år 2000 till PC men även en version till Macintosh utgavs senare. Spelet använder en förbättrad version av grafikmotorn som användes till spelets föregångare Baldur's Gate 1, med grafiska förbättringar så som bland annat högre upplösning och förbättrade ljuseffekter. 
2013 släpptes en uppdaterad version till Windows, OS X och iPad – Baldur's Gate II: Enhanced Edition. En version för Android är på väg.

## Spelvärld
Spelet utspelar sig i Amn, som är ett rikt och stort land i den imaginära världen Abeir Toril, på en kontinent kallad Faerûn. Landet befolkas i huvudsak av människor, men man stöter ändå på individer från alla de huvudsakliga raserna som finns i världen, så som alver, gnomer och dvärgar. De spelbara områdena är uppbyggda som särskilda platser i landet som man kan besöka eller särskilda stadsdelar i huvudstaden Athkatla. Det finns en hel del sådana zoner och en öppenhet på så sätt att det finns mycket djup dialog med spelets NPC:er och stor valfrihet på hur man ska lösa spelets olika uppdrag.
Spelet har ett rikt urval av sidouppdrag och diverse sidovägar att gå. Man kan till skillnad från många andra spel välja att vara ond, god, eller neutral och faktiskt få förmåner för respektive val.

## Handling
Handlingen tar vid där den slutade i Baldur's Gate. Protagonisten, (som skapas genom att man väljer kön, yrke, utseende, attribut/grundegenskaper såsom styrka, smidighet etc.) är en gudason/-dotter, nämligen barn till Bhaal, mordets gud. Spelaren och ett par av spelarens vänner från det föregående spelet blir frihetsberövade av en ond magiker vid namn Joneleth Irenicus, som verkar ha ett särskilt intresse för spelkaraktärens dolda potential. I fångenskap utför den onde magikern ett antal grymma experiment på protagonisten och dennes halvsyster Imoen, i strävan efter nyckeln till den dolda potentialen i deras gudomliga blod. Experimenten blir dock störda av en eskalerande konflikt mellan magikerns lokala bihang och ett skrå av tjuvar i staden, Shadow thieves/Skuggtjuvarna. Spelaren måste nu ta tillfället i akt att bryta sig ut från fängelsehålan. Trots flykten är problemen inte över, Irenicus och Imoen blir bordförda av en mystisk ordningsmakt, The cowled wizards, de "behuvade" magikerna. Imoen är protagonisten mycket kär och försvinner därefter spårlöst med hjälp av ordningsmaktens starka magiska besvärjelser som bland annat spårar upp all illegalt utförd magi i hela staden. Nu ligger Amn öppet för utforskning av spelaren på sin jakt efter sin kidnappade vän och hämnd på Irenicus.